# Каджан (Тегеран)
Каджан (перс. کاجان‎) — село на севере Ирана, в остане Тегеран. Входит в состав шахрестана Демавенд. Является частью дехестана (сельского округа) Терруд бахша Меркези.

## География
Село находится в восточной части остана, в долине реки Рудханейе-Демавенд, к югу от автодороги 79, на расстоянии приблизительно 5 километров (по прямой) к юго-западу от города Демавенд, административного центра шахрестана. Абсолютная высота — 1657 метров над уровнем моря.

## Население
По данным переписи 2006 года население села составляло 72 человека (36 мужчин и 36 женщин). В Каджане насчитывалось 27 домохозяйств. Уровень грамотности населения составлял 61,1 %. Уровень грамотности среди мужчин составлял 66,7 %, среди женщин — 55,6 %.
В 2016 году в селе имелось 25 домохозяйств и проживал 51 человек (29 мужчин и 22 женщины).